# 思春期ルネサンス!ダビデ君
『思春期ルネサンス！ダビデ君』（ししゅんきルネサンス! ダビデくん、Adolescenza rinascimentale di sig.David）は、黒木雄心による日本の漫画作品。
『週刊少年ジャンプ』2018年6号に掲載された3ページの読切作品が原型。同誌の2018年42号より連載開始し、2019年26号まで連載された。全35話・4巻。

## 概要
彫刻や絵画を擬人化したキャラクター達による高校生活を描いたギャグ・コメディ漫画。話数カウントは「第〇絵」（絵＝かい）。作中に西洋美術・絵画のパロディが盛り込まれることが特徴であり、名画が思春期のしょうもない葛藤やギャグシーンになる。ギャグ漫画、とされているが同時に、公式キャッチコピーは「自由すぎる思春期コメディ」 であり、コメディ漫画・学園ラブコメである。
モノローグの枠の形が額縁風であったり、アール・ヌーヴォー風の植物模様でコマ枠が装飾されたりと、美術がテーマにある。元ネタはルネサンス芸術に限定されず、美術・芸術全般と幅広い。1話あたりの基本ページ数は13ページ。主人公が高校1年1学期の時点から始まり、作中時と連載時は連動しないため、作中の季節イベントと該当話の掲載時期が異なる。
美術作品を再現する画力やギャグ、ヒロインなどが初期から好評を得て、作風になっている。
2018年6号にて「新年ショートギャグフェスタ2018」という、新人作家9人によるショートギャグ短編企画が行われ、その中に本作のプロトタイプとなる3ページの読切版があった。続く2018年9月時、ジャンプでは先行の連載作品が終了したことでギャグ漫画が不足しており、そのタイミングで連載が始まった。最初からギャグ漫画であると宣言・強調しての開始である。別の漫画と交互に巻末ギャグ枠に掲載されていた。2019年26号にて終了したことで、連載陣からギャグ漫画（ギャグと銘打った漫画）が再びなくなる。
連載誌には、不定期でおまけのミニコーナー『ルネサンス美術入門』が掲載され、美術やイタリア語スラング「パロラッチャ」の解説などが行われる。ゆるい解説文が特徴で、再編や新加筆がされて単行本にも収録される。また、週刊連載に連動して作者Twitterにて最新話の補足的ツイート・簡易解説が行われていた。
翻訳英語版のタイトルは『Teenage Renaissance！ David』で、他の連載陣と同様に連載・アプリ配信されている。

## 登場人物
メイン登場人物は美術モチーフだが、モブ人物は普通の生身の人間である。ダビデ、小便小僧、ヴィーナスの3人は読切版から登場している。
最終4巻表紙が、ダビデ、小便小僧、ヴィーナス、モナリザ、ゴリアテ、ラフミで「仲良し6人組」とされ、主要人物である。単行本冒頭のキャラ紹介では、この6人と、レダ、ナルが紹介される。

### ルブール高校
元ネタはパリのルーブル美術館。敷地内にルーブル・ピラミッドがある普通の高校。体育祭専用の立派な施設（コロッセオ）がある。

#### 生徒
ダビデ
本作の主人公。モデルはミケランジェロの「ダヴィデ像」。彫像キャラクター。初登場は第1絵（1巻）。
ルブール高校1年B組。家族は両親と妹のレダ（詳細は後述）。気弱で成績が悪く、冴えないスケベな、ごく普通の男子高校生。彫像だが表情豊かで、デフォルメ顔も披露する。また彫像なので心身にショックを受けるとヒビ割れたり砕けてしまう。思春期をこじらせて、しばしばやらかす。好きなヴィーナスさんのためならば、普段のヘタレを奮起して思わぬ力を発揮する。失敗ばかりで自己評価は低い反面、周囲の人物からの評価は高い。週刊少年ジャンプを愛読している。誕生日は9月8日。
ミケランジェロ作品をはじめとする美術パロディは、彼の持ち芸となっている。基本的に学ラン姿をしており、他の衣装に着替えたときにも「ダヴィデ像ポーズ」で決めることが多い。ときには全裸にもなるが、男性器は隠語の「ルネサンス」で呼ばれ、「ジャンプの海賊マーク」を修正に貼られる。悔しがるときは「カッツォ！」「cazzo!」 と叫ぶ。他にも「ダビン」という擬音を伴うなどの特徴がある。
物語終盤で小便小僧が転校したことを知った際は大きく落ち込んだが、彼が家族と決着を付けるために戦っている事実を知り、自身も自分との決着を付けるためヴィーナスに告白、やらかしてプロポーズまでしてしまうが、受け入れられ、両想いとなる。
最終4巻の書き下ろし番外編ではその後が描かれている。10年後に未来に飛んで小便小僧に会い、自分とヴィーナスの結婚式を覗き、ヴィーナスの花嫁姿は10年後に自分の目で見ると言って帰還する。また努力で学力を伸ばし、ヴィーナスと同じ大学に進学した模様。
小便小僧
モデルは小便小僧像。彫像キャラクター。初登場は第1絵（1巻）。
1年B組。ダビデの親友。体格はかなり小柄だが、精神年齢は高く、常に落ち着いている。
裸一貫に学生帽で、学生帽にはダビデが作ったチョキマークのバッジを付けている。口には枝をくわえている。ダビデに伴って衣装替えすることもあるが、基本が全裸キャラなので変わるのは頭部アクセサリーおよび首に巻くマフラーやネクタイのみ。
放出する小便はさまざまな便利応用が効く。物事を小便に例えることも多く、「バチカァン」という擬音を伴うこともある。学業成績は良い。誕生日は6月6日。
中学時代は学ランを羽織って喧嘩三昧に明け暮れ、「黄色い悪魔」（イエローデビル）の異名を持つ一匹狼の不良であった。ダビデは、犬に吠えられていたときに助けてもらったことがきっかけだと思っているが、小便小僧の方は、敵対していた不良がダビデに小便小僧を裏切るようそそのかすも、ダビデが拒否して自分の友達だと必死でかばったことで、自分の方こそダビデに救われたと思っている。ダビデとのコンビネーションは抜群である。
実はベルギー王家の血縁者で、本名は『ジュリアン』。幼少期より王家に相応しい人間になる為の教育を受けてきたが、友人の作り方を教えてくれない王家に嫌気が差して家を出たという過去を持つ。物語終盤で王家と決着を付けるためダビデに黙って帰国したが、この出来事がダビデがヴィーナスに告白する決意を固めるきっかけになった。最終話にて帰還し、結ばれた二人を祝福する。
彼にまつわるエピソードではルネ・マグリットが用いられることが多い。これは、小便小僧像があるベルギー国の芸術家という繋がりから。
作品連載中の2019年3月に、ベルギーの小便小僧像の小便がきれいな飲料水を流して捨てていたことがわかった・それを無駄遣いしない循環式へと変更されたことがニュースとなり、作者もリアクションしている。
ヴィーナス
西洋絵画のヴィーナスがモチーフ。まゆが太く、茶金髪が長い。初登場は第1絵（1巻）。
1年B組。才色兼備なクラスの女神。ダビデに想いを寄せられている。食べることが大好きでマイペース。得意科目は数学と理科。家族は両親の2人が確認されている。彼女の美しさに魅せられ、恋に落ちたり法悦する者は後を絶たない。誕生日は1月25日。
初登場シーンはボッティチェリの「ヴィーナスの誕生」を模していた（1話カラー、1巻表紙、公式サイト）。このポーズは頻出で、さらに他にも複数のヴィーナス絵画パロがある。英：ヴィーナス＝羅：ウェヌス＝古希：アフロディテで、1巻・4巻の「ルネサンス美術入門」「ダビデ君美術館」で解説がある。
作品におけるヒロインである。1話から出ている・読切版から出ている・公式サイトの人物紹介や単行本1巻末では「ダビデとヴィーナスの2人が」紹介されている、など他のキャラクターよりも優先されている。作品の大まかなストーリーも、ダビデ君とヴィーナスさんの恋の行方で一貫しており、彼女の心情描写は少ないものの彼に好意を抱くような出来事は積み重ねられていた。物語終盤でダビデの告白を受け入れる。
モナリザ
モデルはレオナルド・ダ・ヴィンチの「モナ・リザ」。ダヴィンチ絵のリアル顔と、漫画の美少女デフォルメ顔の2パターンの顔がある。モデルに則りウェーブのかかった黒髪で、まゆは薄い。初登場は第4絵（1巻）。
1年B組。いつも一人で物静かにほほえんでいると噂されていたが、実際には緊張で顔がひきつり友人もできなかった。ダビデやヴィーナスと友人となり、ダビデからは「モナさん」の愛称で呼ばれる。家族は父・レオナルドと兄・ウィトルウィウスで、母とは既に死別している。
得意科目は国語と英語と保健体育。巨乳。趣味は小説を書くことで、恋愛経験がないために恋をしている登場人物の気持ちがわからないと悩んでいたが、ダビデに恋をして恋愛感情を知る。物語終盤でヴィーナスのために頑張っているダビデが一番カッコいいと感じ、友達のままでいる決意を固める。
小説の新人賞で佳作を獲得し、雑誌デビューする。小説を書いていることはダビデと2人の秘密であったが、一方で壁に当たっていた。大学1年のときに、思い切って小便小僧と家族に、小説家になりたいということを打ち明け、殻を破る。10年後の未来では、小説家として大成している。
ゴリアテ
モデルはゴリアテ。旧約聖書にてダヴィデと戦った敵国の戦士で、絵画のモチーフにもなっている。ダビデや小便小僧とは異なり、生身の男性。初登場は第7絵（1巻）。
1年C組で、図書委員長。髭面の巨漢で、双角兜のようなヘルメットをかぶり、学ランを前開きにしている。頭は悪い。ダビデを「強敵（とも）」とライバル視して、低レベルな勝負を挑んで来るという関係。妙な自信で自称特技を豪語しては、ダビデに呆れられる。幽霊の存在に全く気付かないほど霊感が無い反面、蛾が苦手である。
高校卒業後はラフミと共に起業して社長となり、大成する模様。
ラフミ
元ネタは「ゴリアテの兄弟ラフミ」で、独自デザインのキャラクター。初登場はゴリアテと共に第7絵（1巻）。
1年C組。ゴリアテを兄貴と慕う舎弟。ギザ歯の小柄な女生徒で、一角ヘルメットに学ランとミニスカートを着用している。口調に「ウチ」や「っス」などの特徴がある。成績は学年1位で、ゴリアテを補佐すべくさらに学業に励んでいる。ゴリアテへの恋愛感情は当人以外にはバレバレ。
ゴリアテに付随した登場がほとんどなので、スポットが当たることは少ないが、3巻の描き下ろし短編は主役回となった。かつてのラフミは今と違い目が前髪で隠れており、無口で大人しい性格であったが、ゴリアテの人柄に惚れたことで、以降ゴリアテを慕うようになったという経緯がある。現在の姿はルブール入学後にゴリアテと出会ってからイメチェンしたもの。
高校卒業後はゴリアテと共に起業する。また恋を実らせ、10年後の未来では彼と結婚して3児の母となっている。
ナルキッソス
モデルはギリシア神話の「ナルキッソス」。ナルキッソス絵画も模す。初登場は第21絵（3巻）。「ナル様」「ナル先輩」などと呼ばれる。
白ランの左胸に水仙を差した、容姿端麗の青年。財閥の御曹司で、「ルブール高校の綺羅星」を自称するナルシストの先輩。生徒会長でもある。趣味は自分磨き。自己愛と美貌が強すぎて、言動がことごとくアホなギャグとなる。反面、勉強を全くしないため学力が足りず留年している。
ヴィーナスに惚れていて、留年も彼女と同じ高校に居たいがためという側面があった。ダビデと遭遇した直後に、念願のヴィーナスと対面を果たすも、この2人が仲が良い事を知る。その後は、ダビデの周囲の女性たちに声をかけるも、美貌になびかずショックを受けるという、コミカルな展開がパターン化している。ダビデをライバル視するも、反感は抱いておらず、自信を持ちきれないダビデのことは彼なりに気にかけている。
エコー
元ネタはギリシア神話のエコーで、独自デザインのキャラクター。元ネタからナルキッソスとは関わりがある。初登場はナルキッソスと共に第21絵（3巻）。
ナルキッソスをフォローする執事。ジト目の長身男性。主とお揃いで、左胸に水仙を差している。
暴君 ネロ
モデルはローマ皇帝ネロ、初登場シーンはアブラハム・ヤンセンスによるネロの肖像。登場は第26・27絵（3巻）の体育祭エピソード。
1年A組のリーダー。口癖は「ネロ」。体育祭で勝つために、汚い妨害をしてくる（ネロの逸話に由来）。最終的にダビデの活躍で妨害に失敗し、真実の口先生からお仕置きを受けた。
カタヤイネン
1年B組。非美術のモブ男子生徒であるが、斜めにかぶった帽子、横撫の髪型、ほうれい線など個性的な特徴がある。初登場は第30絵（4巻）で、終盤の幾つかのシーンでギャグ脇役として登場する。

#### 教師
真実の口先生
モデルはローマにある「真実の口」。生身の胴体に彫刻の頭部が乗っている。初登場は第5絵（1巻）。
1年B組のクラス担任。口に手を入れさせて質問することで、相手の嘘を見破ることができる。口の奥は異界へと通じている。
マリアンヌ先生
モデルはフランスの象徴「マリアンヌ」、および「自由の女神像」。初登場回では「民衆を導く自由の女神」も模した。彫像モデルではあるが、生身の女性。初登場は第14絵（2巻）。
新任の英語教師で、授業を切り上げてクラス全員でプールに入ろうとするなど自由すぎる性格。このため生徒たちからは「自由の女神先生」と呼ばれている。丁寧口調にカナ語尾で喋る。ルブールの卒業生であり、真実の口先生に恋をしている。
ルドルフ2世校長
モデルはジュゼッペ・アルチンボルドの絵画「ウェルトゥムヌスとしての皇帝ルドルフ2世像」で、顔が幾種類もの野菜や果実で構成されている。初登場は第27絵（3巻）。
ルブール高校の校長。おおらかな性格。体育祭では、A組のネロの盤外工作と、B組の強引なギャグ戦法とを、中立に秤にかけて、介入せずに見守っていた。ダビデの奮闘を「青春のルネサンス」と評し、間接的に作品タイトルに言及する。

### ダビデの家族
ミケランジェロ
ダビデの父。モデルはミケランジェロ・ブオナローティの肖像。初登場は第6絵（1巻）。
三毛猫のシャツを着ている。息子のダビデを「ダーくん」と呼ぶ。ダビデと同様にスケベ。息子の反抗期を、成長であると夫婦で喜ぶような性格をしている。
アテナ
ダビデの母。モデルは芸術の女神アテナ、初登場ポーズはルーブル美術館所蔵のアテナ像。初登場は第6絵（1巻）。
パンダのエプロンを着ている。夫婦仲はよい。温厚な性格であるが、ミケランジェロは彼女を怒らせたくはないという。
レダ
ダビデの妹。モデルはミケランジェロの「レダと白鳥」。初登場は第6絵（1巻）で、初主役回が第10絵（2巻）。
ルブールの中学生。ブラコン気味。いつも抱いている「白鳥のゼウス」が宝物。対面したヴィーナスさんからは「カワイイ」と気に入られ、押され気味。テニス部で、バレエの「白鳥の湖」を模した決め技がある。

### その他
クフ王
モデルは「クフ王」とツタンカーメン。作劇上でツタンカーメン王の仮面をつけているのは、クフ王の肖像が不明瞭であるため。ピラミッド型の家に住んでいる頑固親父。怒ると怖い。初登場は第11絵（2巻）。
スフィンクスのタマ
モデルは「ギザの大スフィンクス像」。クフ王の飼い猫で、なぜか人語を喋る。初登場は第11絵（2巻）。
神話のスフィンクスと同様になぞなぞが得意で、週刊少年ジャンプを愛読している。なおスフィンクスはエジプトとギリシャで姿が異なる。初登場回ではドミニク・アングルの「スフィンクスの謎を解くオイディプス」を模し、ギリシャ絵画モデルをエジプトモデルでオマージュ絵画とした。
レオナルド
モナリザの父。モデルはレオナルド・ダ・ヴィンチ。第4巻『描き下ろし番外編 モナリザの微笑み』にて登場。
モナリザの大学進学後に、家に来る郵便物から彼女が小説家を目指していることを知り、彼女の夢を応援した。
ウィトルウィウス
モナリザの兄。モデルはウィトルウィウス的人体図。第4巻『描き下ろし番外編 モナリザの微笑み』にて登場。
老け顔で四腕四脚の男性。シスコン。
ゴリ一（ゴリいち）、ゴリ美（ゴリみ）、ゴリ三郎（ゴリさぶろう）
ゴリアテとラフミの子供。第4巻『描き下ろし番外編 ダビデ君の結婚式』にて登場。
ゴリ一が長男、ゴリ美が長女（第2子）、ゴリ三郎が次男（第3子）。

## 書誌情報
| 巻数 | 収録話 | サブタイトル                 | 発行日（発売日）       | ISBN              | 備考          |
| ---- | ------ | ---------------------------- | ---------------------- | ----------------- | ------------- |
| 1    | 1-9    | 思春期片想い！ダビデ君       | 2019年1月9日（1月4日） | 978-4-08-881670-8 |               |
| 2    | 10-19  | 反抗期ルネサンス！レダちゃん | 2019年3月9日（3月4日） | 978-4-08-881755-2 |               |
| 3    | 20-27  | 君がいた夏は                 | 2019年6月9日（6月4日） | 978-4-08-881862-7 | 描き下ろし1編 |
| 4    | 28-35  | ダビデ君とヴィーナスさん     | 2019年7月9日（7月4日） | 978-4-08-882018-7 | 描き下ろし2編 |

ルネサンス美術入門
1巻：ミケランジェロ＆ルネサンス、ダヴィデ像、アダムの創造、ヴィーナスの誕生、最後の審判、ピエタ、モナ・リザ、【パロラッチャ辞典】
2巻：考える人、スフィンクスの謎を解くオイディプス＆スフィンクス＆クフ王、ルビンの壺、アルフォンス・ミュシャ、真実の口、小便小僧、オディロン・ルドン、【イタリア料理紹介】
3巻：フランシスコ・ホセ・デ・ゴヤ＆我が子を食らうサトゥルヌス、ミケランジェロ・メリージ・ダ・カラヴァッジョ＆ナルキッソス、ルネ・マグリット＆ピレネーの城、フィンセント・ファン・ゴッホと彼の晩年の作品たち、ジャクソン・ポロック＆No5,1948、【ミケランジェロの名言】
4巻：ヴィーナス、グスタフ・クリムト、【緊急大特集!? ダビデとゴリアテ】、レオナルド・ダ・ヴィンチ、ラファエロ・サンティ、【ダビデ君美術館】
1巻末には水無月すうが、4巻帯には出水ぽすかがイラストとコメントを寄稿している。

## 読切、併録作品など
読切版『思春期ルネサンス ダビデ君』
単行本未収録。『週刊少年ジャンプ』2018年6号に掲載。露出願望のある「ダビデ君」の葛藤という、3ページのショートギャグ。キャラデザも細部が異なり、小便小僧は帽子と咥え枝が無い真の全裸で、ヴィーナスのまゆは細い。ダヴィデ像ポーズとヴィーナスの誕生ポーズは健在であるが、どちらも左右反転構図になっている。後の連載版では、ダビデの露出願望設定はなくなる。
年末番外編
3巻に収録。『週刊少年ジャンプ』2019年4・5合併号に掲載。連載陣描き下ろし年末企画の2ページ。クリスマスの季節イベントである（作中時の第16絵時点は夏なので、本編ではできない）。
名画超再現フルカラー
3巻に収録。『ジャンプGIGA』2019冬1号に掲載。「ヴィーナスの誕生」とギュスターヴ・クールベ「まどろみ」。前者は、袋とじの表でお色気漫画的な「謎の光」でぼかして、袋とじの中身で見られるという仕掛け。名画超再現のため、普段より露出度が上がっており、裸婦画である。後者は袋とじの裏を担当。この袋とじ企画には連載陣3作品が参加しており、お色気・ラブコメ枠とされる2作品と共に担った。カラーであったが、単行本収録に際してモノクロになる。
メガトンパンチラー吉田
1巻に併録。投稿作・2012年（第57回）JUMPトレジャー新人漫画賞佳作。WEB掲載。
もめるひと　※本誌版
2巻に併録。『週刊少年ジャンプ』2015年2号に掲載。同タイトルNEXT!!版のリファイン。学園のゴーストバスター部と怪談「メリーさんの電話」の短編。メリーさんはダビデ君第18絵（2巻）にも別デザインで登場する。
もめるひと　※NEXT!!版
3巻に併録。デビュー作。『ジャンプNEXT!!』2014年vol.3に掲載。心霊相談所と怪談「トイレの花子さん」の短編。作画にデジタルを初採用。

## メディア
のぞき見ドキュメント 100カメ（NHK総合）
2018年9月17日放送「少年ジャンプ編集部」 - 新連載決定時の様子が放映される。
搜狐（中国のポータルサイト）
2018年10月4日投稿「NHK用100台摄影机记录了《周刊少年JUMP》编辑部！太真实！太热血了！ 」
「のぞき見ドキュメント 100カメ」を取り上げた。中国語では作品タイトルが『思春期文艺复兴！大卫君』と翻訳されている。直訳題である。